# هارييت مونرو
هارييت مونرو (بالإنجليزية: Harriet Monroe)‏ هي كاتِبة وصحفية وشاعرة أمريكية، ولدت في 23 ديسمبر 1860 في شيكاغو في الولايات المتحدة، وتوفيت في 26 سبتمبر 1936 في أريكيبا في بيرو.

## وصلات خارجية
- هارييت مونرو على موقع الموسوعة البريطانية (الإنجليزية)
- هارييت مونرو على موقع إن إن دي بي (الإنجليزية)